# Сноускейт
Сноускейт (на английски: Snowskate) е приспособление за зимен спорт (Скейтборд за сняг) за спускане по писта или правене на различни трикове. Има два основни типа Сноускейт, те са: Сингъл дек (Single deck – единична дъска) и Би-дек (Bi-deck – двойна дъска).

## История
В началото на 60-те, поради големия интерес към скейтбординга, много скейтъри започват да търсят начини как да практикуват този спорт и при зимни условия. Няколко години по-късно на пазара излиза първият сноускейт, под името „Снърфър“. „Снърфър“ се счита и за първия сноуборд, но тъй като не се захваща с автомати за краката, е по-скоро сноускейт. Някъде по същото време се появява и още един вариант на сноускейт, само че предназначен за каране по лед, с тънки остриета монтирани под дъската. Други познати ранни марки сноу-устройства са „Скийтър“ и „Сноудад“.
През 70-те започва да се продава първият продукт носещ името „Сноускейт“. Той представлява скейтборд, на който четирите колела са сменени от чифт малки ски. През 80-те и 90-те интереса към сняг-скейтборда спада и търсенията в посока подобряване на сноускейт устройствата напълно спира, може би и поради набралият скорост по популярност сноуборд.

През 1993 г., на американецът Стив Франк му хрумват нови идеи, как трябва да изглежда модерния-технологично сноускейт и след много прототипи, през 2001 г., завършеният продукт се появява под марката „Bi-Deck Snowskates“. Някъде по същото време, компанията „Burton“ пуска и своя BiDeck-скейт под името „Сноудек“ (Дъска за сняг).
Сноускейтовете с единична дъска излизат на пазара през 1998 г. Техен пръв производител е „Премиер Сноускейтс“ на Анди Улф, който е бивш сноубордист от отбора „Нитро“.

## Модерни разновидности и вариации
Почти всички Сноускейт попадат в една от двете категории: Единична дъска (Single deck) или Двойна дъска (Bi-deck).

### Единична дъска (Single deck)
Единичните дъски са се наложили за каране свободен стил и трик езда. Тези сноускейт може да бъдат като матерал от ламинирано дърво с пластмасово дъно или от твърда пластмаса, с вдлъбнатини изрязани в долната част на дъската, обикновено 7 или 5, а също така и в различни варианти в размер.

### Двойна дъска (Bi-deck)
Бидек-сноускейт се състои от скейтборд дъска, снабдена с мека гума или пяна отгоре за по-добро сцепление на краката и втора дъска монтирана отдолу. Долната палуба е също като сноуборд, от същия материал и с метални ръбове. Този тип сноускейт предлага много добър контрол и е предназначен за планинско каране.
- Сноудек (Snowdeck)

Сноудек е най-разпространеният Бидек. Макар че името му идва от модел сноускейт на Бъртан, то се използва в обща употреба, като наименование на тип двойни сноускейтове. Този модел се характеризира с почти равна дължина на горната и долната дъска. Според различните производители, бордовете варират в дължина и ширина и имат различни спецификации. Сноудек е идеален за планинско каране. Позволява развиване на висока скорост и много добър контрол на пистата, а също така и в средно дълбок сняг. При добри умения на водача той може да се превърне и в много забавно приспособление за правенето на различни трикове, прескачане и странично плъзгане по препятствия.
- Паудърскейт (Powderskate)

Паудърскейт представлява скейтборд дъска, под която е монтирана няколко пъти по-дълга палуба с дължината на сноуборд. Както и името му издава, този тип Бидек е предназначен за каране в дълбок сняг. Поради голямата си площ, има много добър контрол при спускане и слалом по неутъпкани терени и на писта. Но това, че е по-тежък не позволява правенето на трикове.
- 4х4

4х4 или още известен като Фусе-сноускейт (поради един от производителите му), е най-близкият до скейтборда сноускейт. Състои се от горна палуба и монтирани четири малки ски отдолу. Има различни вариации на този Би-дек, подобни на „Скейтборд“ и подобни на „Лонгборд“. Чувството при каране е най-близко до скейт-спорта. 4х4 позволява добър контрол за правене на трикове, но за каране в планината е подходящ само на добре подготвени писти с по-малка трудност.

## Съображения
Когато обмисляме какъв вид Сноускейт да закупим, трябва да вземем предвид какъв стил на каране желаем да практикуваме, но и не само това.
1. Колкото до стилът на каране, единичната дъска е по-подходяща за свободен стил, по улиците. С нея може да се забавляваме навсякъде, с преодоляване на различни препятствия и правене на всевъзможни трикове, подобно на скейтборда. В този случай екипировката и мястото не е от особено значение. Ако искаме да караме по пистите обаче, избора ни на модел скейт, трябва да се насочи към двойните дъски или 4х4 модификацията. Би-дек сноускейта дава възможност за развиването на доста голяма скорост, и се държи доста стабилно в дълбок сняг. От друга страна ако още се учим как се кара двойната дъска, обучението може да бъде грубо. Препоръчва се носенето на протектори[6].
2. Второто нещо което трябва да имаме предвид са материалите от които е изработено устройството и разбира се бюджета ни. Пластмасовите сноускейт са по-евтини, но са по-бавни и по-нетрайни. По-високият клас са по-скъпи, но са от ламинирана конструкция P-Tex тип, същия материал, използван и за ски и сноуборд[2]. Също така, високият клас модели имат и много други подобрения, като банана технологията[7] например.
3. Трето нещо което трябва да знаем е, че повечето ски курорти по света няма да ни дадат възможност да използваме влека, освен ако нашият скейт не е оборудван с каишка най-малкото, подобно на автомати. На повечето двойни сноускейт може да бъде поставена, но на единичните не[2].

## Екипировка и аксесоари
Според стила на каране или атмосферните условия, този спорт се практикува с екипировка за скейтборд или сноуборд. Най-важното е екипът да е лек и удобен. Няма специална екипировка за сноускейтинг, може би с малки изключения. Единственият аксесоар който се среща единствено в оборудването за каране на сноускейт е „Въже-то“ (Leash), дълго около 50 – 60 см, снабдено от двете страни с метални клипси (leash clips) или каишки, които от едната страна се закачат за скейта, а от другата за ръкава или панталоните на скейтъра. Това се прави с цел, при спускане по пистата и евентуално падане на водача, сноускейта да си остане при него, и да се предотврати случайно нараняване на други лица. Друг аксесоар, различен от екипа за сноуборд, са обувките. Поради липсата на автомати, сноускейт се кара със скейт-кецове, само че високи и изработени от подходящи материали, специализирани за зимни условия. Почти всяка фирма за скейт-облекло предлага по няколко такива модела.

## Производители
Следните фирми произвеждат (или са произвеждали) сноускейт:
1. Ambition Snowskates
2. Icon Snowskates
3. Premier Snow Skates
4. Santa Cruz Snowboards
5. Fuse Snowskate Co.
6. Ralston Snowskates
7. Florida Powderskate
8. Circuit Snowskates
9. Railz USA
10. Artec Snowboards
11. Rossignol
12. GNU Snowboards
13. Burton Snowboards
14. Lib Tech